# Ottone di Lotaringia
Ottone di Verdun o di Lotaringia (... – 943) fu conte di Verdun, dal 923 e poi duca di Lotaringia dal 942 fino alla sua morte per nomina di Ottone I di Sassonia. Viene talvolta indicato col nome di Ottone I per distinguerlo da Ottone della Bassa Lotaringia.

## Origine
Secondo il Widukindi liber II, era figlio del Conte di Verdun, Ricwin e della prima moglie, di cui non si conosce il nome, ma che secondo la Reginonis Chronicon era la figlia di Engilrammo e della moglie, Friderada; Engilrammo definito "uomo potente" (potenti viro) ed era ciambellano, maestro dei portieri e amministratore del fisco di Carlo il Calvo.
Di Ricwin di Verdun, un nobile alla corte del re di Lotaringia, Sventiboldo, non si conoscono gli ascendenti.

## Biografia
La madre di Ottone era probabilmente una liudolfingia. Questo giustifica sia il suo nome che la benevolenza del re di Germania e futuro imperatore, Ottone I: infatti Ottone fu nominato ad un alto incarico da Ottone I: secondo il Widukindi liber II, Ottone I lo elevò a Duca di Lotaringia, poco dopo aver sconfitto Eberardo di Franconia e Gilberto di Lorena, nel 940, dopo che Enrico di Sassonia, il fratello di Ottone I (Enrico di Sassonia, secondo lo storico britannico, Timothy Reuter, specializzato nello studio della Germania medievale, nel suo Germany in the Early Middle Ages, 800-1056, dopo la morte di Gilberto di Lorena, il precedente duca, aveva ottenuto dal fratello il Ducato di Lotaringia), non avendo avuto la capacità di governare effettivamente la Lorena, forse a causa della sua passata ribellione, nel 940, sempre secondo Timothy Reuter, aveva fatto ritorno in Sassonia; inoltre Ottone venne nominato tutore di Enrico, figlio di Gilberto, il defunto Duca di Lorena
In un documento della Histoire de Lorraine, datato 15 marzo 942, il vescovo di Metz, Adalberone lo cita col titolo di duca (ducis nostri Ottonis).
Ottone lo troviamo ancora citato col titolo di duca (Ottonis ducis), nel documento nº 52 del Ottonis I diplomata, datato 17 novembre 942, inerente ad una donazione fatta dal re di Germania, Ottone I.
Ottone morì poco dopo: la morte di Ottone viene riportata dal Reginonis Chronicon, Continuator Reginonis Trevirensis, nel 943 e la Lorena, dopo la sua morte, venne affidata ad Corrado il Rosso, figlio di Werner; anche il Widukindi liber II riporta la notizia della morte di Ottone, nel 943 e conferma che gli succedette Corrado il Rosso, precisando che poi sposò la figlia di Ottone I.

## Discendenza
Di Ottone non si conoscono né eventuali mogli né eventuali figli.

### Fonti primarie
- (LA)  Monumenta Germaniae Historica, Scriptores, tomus primus.
- (LA)  Monumenta Germaniae Historica, Scriptores, tomus III.
- (LA)  Monumenta Germaniae Historica, Diplomata regum et imperatorumi Germaniae, tomus I, Conradi I. Heinrici I. et Ottonis I. diplomata.

### Letteratura storiografica
- (EN)  WIKING; Timothy Reuter, Germany in the Early Middle Ages, 800-1056.
- Austin Lane Poole, Germania: Enrico I e Ottone il Grande, in «Storia del mondo medievale», vol. IV, 1979, pp. 84–111